# Peridontopyge perplicata
Peridontopyge perplicata är en mångfotingart som beskrevs av Filippo Silvestri 1907. Peridontopyge perplicata ingår i släktet Peridontopyge och familjen Odontopygidae. Inga underarter finns listade i Catalogue of Life.